# Montgat
Montgat ist eine katalanische Stadt in der Provinz Barcelona im Nordosten Spaniens. Sie liegt in der Comarca Maresme und gehört zur Metropolregion Àrea Metropolitana de Barcelona.

## Lage
Die Gemarkung von Montgat liegt im äußersten Südwesten der Comarca am Mittelmeer. Sie grenzt im Norden an Tiana, dessen Teilort Montgat bis 1936 war, im Osten an Alella und El Masnou und im Westen an Badalona.
Eine Hügelkette mit dem Turó de Montgat (64 m) als markanten Vorsprung in die Küstenlinie bildet im Westen die Grenze zur Ebene von Barcelona. Heute ist dieser charakteristische Hügel entstellt durch den Eisenbahntunnel, 1848 als ersten auf der Iberischen Halbinsel erbaut, durch die Straße und durch den Kalkabbau. Im Süden durchquert die Autobahn von Barcelona nach Mataró die Gemarkung.

## Politik

### Bürgermeister
Bürgermeister ist Andreu Absil Solà (PSC).

### Gemeinderat
Sitzverteilung im Gemeinderat nach den Kommunalwahlen vom 26. Mai 2019.
| Partei                   | Stimmen- anteil | Sitze |
| ------------------------ | --------------- | ----- |
| ERC                      | 27 %            | 5     |
| PSC                      | 17 %            | 3     |
| JxCAT (CiU)              | 15 %            | 3     |
| Som de Montgat           | 13 %            | 2     |
| Montgat en Comu Podem    | 11 %            | 2     |
| Ciutadans                | 10 %            | 1     |
| Montgat Guanya (MES+ICV) | 6 %             | 1     |
| Summe                    |                 | 17    |

## Geschichte
Der Ort ist ab 991 ("Monte Chatoi", "Monte Cato") dokumentiert, die Burg Montgat 1006 durch eine Schenkung an das Kloster Sant Cugat. Das Kloster blieb Herr über Burg und Ort bis zum 13. Jahrhundert. Wegen seiner strategischen Lage auf dem Turó de Montgat erwarb die Stadt Barcelona im folgenden Jahrhundert die Burg und nutzte sie als Aussichts- und Signalturm.
Schon in frühen Berichten wurde über die Kalkbrennereien von Montgat berichtet und vieles spricht dafür, dass für die Stadtmauer von Barcelona Kalk aus dem nahegelegenen Montgat für den Mörtel verwendet wurde.

## Kultur und Sehenswürdigkeiten
Der Kern des heutigen Ortes Montgat entstand aus einer Fischeransiedlung am Fuße des gleichnamigen Hügels, unter dem noch erhaltenen Verteidigungsturm Ca n'Alzina aus dem 16. oder 17. Jahrhundert.
Von den zahlreichen Festen in Montgat sind die Festa Majors zu Sant Jordi (23. April) und insbesondere zu Sant Joan (24. Juni), dem Schutzheiligen des Ortes. Ebenfalls im Juni wird Sant Pere (29. Juni) gefeiert. Schließlich findet in der Nacht des 11. Juli das Fischerfest Cara al Mar ("Blick aufs Meer") statt mit einer Prozession am Strand und anschließendem großen Feuerwerk.

## Wirtschaft und Verkehr
Mit zunehmender Industrialisierung und wegen der Nähe zu Barcelona stieg die Einwohnerzahl von 2.400 im Jahre der Selbständigkeit (1936) gleichmäßig auf heute fast 10.000. Die wesentlichen Industriezweige sind Keramik, Chemie und Maschinenbau, wobei mittelständische Betriebe vorwiegen.
Montgat wird über die Nationalstraße N-II von Barcelona nach la Jonquera an der französischen Grenze und über die Bahnlinie von Barcelona nach Mataró erschlossen.

## Städtepartnerschaft
- Argelès-sur-Mer (Frankreich) seit 1989